# 天主教巴科洛德教区
天主教巴科洛德教区 （拉丁語：Dioecesis Bacolodensis）是菲律賓一個羅馬天主教教區，屬天主教哈罗总教区。
2006年有教友1,091,668人、69個堂區、164名司鐸。教區主教味噌爵‧納瓦拉。
1932年7月15日升為教區。